# Редкодуб (Хмельницкая область)
Редкодуб (укр. Рідкодуб) — село в Старосинявском районе Хмельницкой области Украины.
Население по переписи 2001 года составляло 105 человек. Почтовый индекс — 31414. Телефонный код — 3850. Занимает площадь 0,316 км². Код КОАТУУ — 6824485503.

## Местный совет
31414, Хмельницкая обл., Старосинявский р-н, с. Пасечная